# Lee Hills (giornalista)
Lee Hills (Egg Creek, 28 maggio 1906 – Miami, 3 febbraio 2000) è stato un giornalista statunitense.
Frequentò prima la Brigham Young University (1924) e poi l'Università del Missouri (1927-29), per laurearsi infine in Giurisprudenza presso la Oklahoma City University nel 1934. Lavorò per l'Oklahoma News, il Cleveland Press e l'Indianapolis Times, per diventare nel 1939 condirettore del Memphis Press-Scimitar. L'anno successivo, tornò all'Oklahoma News come direttore.
Nel 1943 passò al Miami Herald, dove fu presto promosso al ruolo di direttore editoriale e per cui curò varie corrispondenze dall'Estremo Oriente, dal Medio Oriente e dall'America Latina. Nel 1951, fece vincere al giornale un Premio Pulitzer per il giornalismo di pubblico servizio grazie a un'inchiesta sulla criminalità organizzata, intitolata Know Your Neighbor (in italiano, Conosci il tuo vicino) e da lui diretta. Quello stesso anno, fu nominato direttore anche del Detroit Free Press, dove vinse nel 1956 il Pulitzer per il giornalismo di ultim'ora in virtù dei suoi reportage sui negoziati fra lo United Automobile Workers e i principali produttori di automobili (svelando successivamente di aver avuto fra le sue fonti perfino Henry Ford II, allora presidente della Ford).
Nel 1974, curò la fusione della Knight Newspapers con la Ridder Publications, diventando così il primo presidente della Knight Ridder fino al 1981.
Fu due volte presidente (1967-1968 e 1977-78) della Società Interamericana della Stampa, sempre in coppia con sua moglie Argentina Hills (sposata nel 1963). Nel 1996, ne diventò presidente onorario.

## Premi
- Premio Maria Moors Cabot: 1946[4]
- Premio Pulitzer: 1956[5]